# SN 2001dx
SN 2001dx – supernowa typu II odkryta 26 sierpnia 2001 roku w galaktyce PGC0063222. W momencie odkrycia miała maksymalną jasność 17,20m.